# Yon Goicoechea
Yon Alexander Goicoechea Lara (Caracas, 8 de noviembre de 1984) es un político y abogado venezolano. Fue uno de los principales organizadores del movimiento estudiantil venezolano en el 2007, un factor clave en el rechazo de la reforma constitucional de 2007 impulsada por el presidente venezolano Hugo Chávez. Recibió en 2008 el premio Milton Friedman para el Avance de la Libertad otorgado por el Instituto Cato de Estados Unidos. El 23 de diciembre del 2016, el gobierno español le concedió la nacionalidad española.

## Biografía
Sus abuelos paternos provienen de Gordejuela, Vizcaya; mientras que los maternos son originarios de las islas Canarias. A los 23 años de edad, siendo estudiante de derecho de la Universidad Católica Andrés Bello de Caracas, participó en las protestas contra el fin de la concesión de RCTV en 2007. Durante ese año, organizó más de 40 marchas de protesta del movimiento estudiantil. Goicoechea generó reacciones encontradas. Por un lado, los seguidores de Chávez lo tildaron como un títere de las altas esferas político-económicas de los Estados Unidos, mientras que los opositores al presidente venezolano lo consideraban un líder juvenil en contraposición al socialismo del siglo XXI.
En 2008, se inscribió como miembro del partido político Primero Justicia. En ese mismo año, ganó el premio Milton Friedman para el Avance de la Libertad por sus actividades en pro de los derechos ciudadanos. El premio incluía un reconocimiento pecuniario de 500.000 dólares estadounidenses.
Posteriormente, fue presidente del Instituto de la Juventud de la Alcaldía Metropolitana de Caracas, durante el primer mandato del Alcalde Mayor Antonio Ledezma. Además, ha cursado una maestría en derecho energético en la Universidad de Columbia, Estados Unidos. También ha escrito artículos de opinión para varios medios impresos y digitales.

## Salida y retorno a Venezuela
En una entrevista concedida el 26 de junio de 2016 después de su regreso a Venezuela, Yon Goicoechea explicó que en el 2007, a los 22 años, "le cayó la política encima como un edificio". Añadió que a pesar de haber participado, con otros estudiantes, en los esfuerzos que propinaron la única derrota electoral que sufrió Hugo Chávez en vida, él no estaba listo "para cubrir las expectativas que se ciñeron" sobre él. Por eso, en 2013 decidió irse a estudiar en Columbia University. Posteriormente y en carta del 20 de marzo de 2014 dirigida al dirigente político Leopoldo López de Voluntad Popular, Goicoechea le expresó su admiración por la decisión tomada de enfrentar las acusaciones que se le hacían por las muertes y daños ocurridos durante las protestas en Venezuela de 2014  pero lamentó su entrega a la "injusticia chavista".
Al retornar al país Goicoechea expresó que la decisión de marcharse en el año 2013 fue difícil pero correcta. Ahora, en el 2016, tenía mucho más que ofrecer y manifestó estar "listo y capacitado para participar en la conducción y reconstrucción" del país; asimismo, anunció su convicción de que muchos otros venezolanos regresarían como él porque Venezuela tenía futuro. Como propuesta para mejorar al país propuso "recuperar el poder judicial, la fiscalía, el sistema penitenciario y la policía" así como establecer un plan de choque contra el hampa con castigo inmediato al crimen. En lo económico, Goicoechea propuso medidas como "abrirse a la economía moderna, liberar los controles de cambio, reconstruir el sector petrolero, solicitar préstamo al Fondo Monetario Internacional [...] para que durante ese proceso de ajuste el pueblo no pase hambre" y controlar de déficit fiscal. Expresó que la democracia y el Estado de Derecho son fundamentales para desarrollar a Venezuela. Goicoechea abandonó el partido Primero Justicia y actualmente milita en las filas de Voluntad Popular, organización opositora y miembro de la Mesa de la Unidad Democrática (MUD).

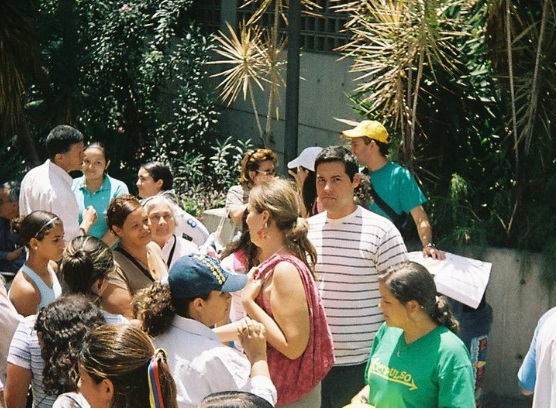
Yon Goicoechea y Manuela Bolívar recibiendo a las comunidades cercanas a la Universidad Católica Andrés Bello en 2007

## Detención
El 29 de agosto de 2016, el diputado oficialista Diosdado Cabello anunció que fue detenido Yon Goicoechea. Su detención ocurrió mientras se desplazaba en automóvil por el túnel de la urbanización La Trinidad de Caracas. El alcalde del municipio El Hatillo, David Smolansky, calificó la detención como un secuestro. La organización Human Rights Watch hizo responsable al gobierno del presidente Nicolás Maduro por la integridad física de Yon Goicoechea quien no había podido ser visto por su abogado y familiares. El 31 de agosto de 2016 y un día antes de la marcha opositora del 1 de septiembre denominada "La toma de Caracas", la organización Human Rights Foundation (HRF) emitió un comunicado dirigido al gobierno de Venezuela solicitando información sobre su paradero que calificó como un secuestro arbitrario, y condenó la fabricación de pruebas contra Goicoechea y otros miembros de la oposición venezolana. Ese mismo día, el ministro de Interior y Justicia Néstor Reverol, afirmó que a Goicoechea "se le incautaron dos cilindros de 5 cm de material explosivo, explosivo del cordón detonante, 1.325 gramos de material explosivo y material subversivo".[cita requerida] Asimismo, Reverol vinculó al partido de Goicoechea, Voluntad Popular, con supuestos hechos de desestabilización. Más tarde en ese mismo día, su abogado, Nizar El Fakih, informó que luego de haber introducido un recurso de amparo constitucional de habeas corpus ante el Tribunal de Control 23 de Caracas y realizar gestiones ante el Ministerio Público y la Defensoría del Pueblo de Venezuela por desconocer el paradero de su cliente, Goicoechea había sido presentado en tribunales, “tras más de 56 horas incomunicado". Nizar El Fakih también cuestionó la veracidad de las supuestas pruebas encontradas a Goicoechea y expresó que su retención por parte de funcionarios del Estado "se hizo de manera irregular". El 2 de septiembre, Goicoechea fue imputado y colocado bajo detención preventiva. Al solicitar su derecho de palabra en el Tribunal de control, expuso que nunca había abrazado la idea de lucha distinta a la de la no violencia.
El 4 de noviembre de 2017 es puesto en libertad con medidas cautelares junto a su compañero de partido Delson Guarate.